# Књига постања
Прва књига Мојсијева која се зове Постање (хебр. בראשׁית − Берешит; грч. Γένεσις, лат. Genesis) је прва књига хебрејске Библије и хришћанског Старог завета. Њено хебрејско име је исто као и њена прва реч, Bereshit („У почетку“). Књига постања представља извештај о стварању света, раној историји човечанства и пореклу јеврејског народа. У јудаизму, теолошки значај Књиге постања усредсређен је на завете који повезују Бога са његовим изабраним народом и народ са Обећаном земљом.
Књига постања је део Торе или Пентатеуха, првих пет књига Библије. Предање приписује Мојсија као аутора Торе. Међутим, постоји научни консензус да је Књига постања састављена неколико векова касније, након вавилонског ропства, вероватно у петом веку пре нове ере. На основу научног тумачења археолошких, генетских и лингвистичких доказа, водећи библијски научници сматрају да је Књига постања првенствено митолошка, а не историјска.
Дељива је на два дела, првобитну историју (поглавља 1–11) и историју предака (поглавља 12–50). Првобитна историја износи ауторове концепте о природи божанства и односу човечанства са његовим творцем: Бог ствара свет који је добар и погодан за људе, али када га човек исквари грехом, Бог одлучује да уништи своје створење, штедећи само праведног Ноја и његову породицу да поново успоставе однос између човека и Бога.
Историја предака (поглавља 12–50) говори о праисторији Израела, Божјег изабраног народа. На Божју заповест, Нојев потомак Аврам путује из свог родног места (описаног као Ур и чија је идентификација са сумерским Уром оквирна у савременој науци) у Богом дату земљу Ханан, где борави као дошљак, као и његов син Исак и његов унук Јаков. Јаковљево име је промењено у „Израел“, и посредовањем његовог сина Јосифа, деца Израела силазе у Египат, укупно 70 људи са својим домаћинствима, а Бог им обећава велику будућност. Постање се завршава Израелом у Египту, спремним за Мојсијев долазак и Излазак. Наратив је испрекидан низом завета са Богом, који се сукцесивно сужавају по обиму са целог човечанства (завет са Нојем) на посебан однос само са једним народом (Аврам и његови потомци кроз Исака и Јакова).

## Назив
Ова књига се зове Књига Постања или само Постање, што преводи грчки и латински Генесис, а означује да се у овој књизи говори о постанку света и човека, те о преисторији израелског народа. Хебрејски назив Берешит значи „у почетку”, а то је прва реч хебрејског текста ове књиге.
На српски језик се често преводи и као Прва књига Мојсијева пошто је традиција приписивала целокупно ауторство Мојсију.

## Структура
Прва књига Мојсијева има два дела различите дужине.
Први део (1 Мојс 1−11) својеврстан је увод у историју спасења о којој ће говорити читава Библија. Говори о стварању космоса и човека, о првом Првородном греху и његовим последицама, те о све већој покварености која се ширила међу људима.
Други део (1 Мојс 12−50) почиње са Аврамом, праоцем изабраног народа, те се наставља историјом осталих праотаца, Исака и Јакова и његових дванаест синова, зачетника дванаест израелских племена, да би завршио дугим извештајем мудросних обележја о Јосифу, сину Јаковљеву.

## Настанак дела
Данас се научници слажу да је Књига Постања комплексан спис у који је укључено више различитих традиција. Поткрај 19. века, под упливом Графа и Велхаузена, развила се теорија о четири документа који су настали у различито време и на различитим местима. Најстарији од тих докумената био би тзв. „Јахвистички документ” који у извештају о настанку користи Божије име Јахве (хебр. יהוה), а начин његова описивања је антропоморфан. Томе документу припада, на пример, извештај о првом греху. Овај документ је, по тој теорији, настао у 9. веку п. н. е. у Јуди.
Други је „Елохистички документ” који Бога назива Елохим (хебр. אֱלֹהִים), а настао би негде након Јахвистичког, али у Израелу (северном краљевству), да би, након пада тог краљевства, био сједињен са Јахвистичким документом и са њиме измешан. У овом се документу не налазе извештаји о настанку света и човека, те почиње са Аврамом.
Трећи је „Деутерономистички документ” настао у Јерусалиму у доба краља Јошије, но у Књизи Постања тешко га је наћи.
Четврти, и најмлађи, јесте „Свештенички документ”, настао након повратка из вавилонског ропства, а њему припада, на пример, први извештај о настанку, где је стварање света распоређено на седам дана.
Ипак, оваква прецизна подела писаних традиција до данас је нашла бројне критичаре, како оне који је желе модификовати, тако и оне који је желе сасвим одбацити.